# 한국쌀가공식품협회
한국쌀가공식품협회는 소비자 기호에 맞는 우수한 쌀 가공식품의 생산 공급을 목적으로 1993년 7월 1일 설립된 대한민국 농림축산식품부 소관의 사단법인이다. 사무실은 경기도 용인시 기흥구 이현로30번길 45-19에 있다.

## 주요 사업
- 가공용쌀 공급지정업체 추천심사ㆍ소비능력점검ㆍ사용물량 배정
- 가공용쌀 공급지정업체에 대한 자율적인 지도ㆍ관리ㆍ교육
- 쌀가공식품용 원료의 원활한 수급관리
- 정부가 효율적인 시책의 추진을 위해 협회에 위임한 사항
- 쌀가공식품의 연구ㆍ개발ㆍ보급에 관한 정보수집 및 활용
- 떡볶이 세계화를 위한 연구개발 보급에 관한사항
- 쌀소비촉진 홍보, 마케팅에 관한 사항